# Estádio Hermann Aichinger
Estádio Hermann Aichinger – stadion piłkarski w Ibiramie, Santa Catarina, Brazylia, na którym swoje mecze rozgrywa klub Clube Atlético Hermann Aichinger.